# フェイス・ネイサン
フェイス・ネイサン（Faith Nathan、2000年7月27日 - ）は、オーストラリアの女子ラグビー選手。

## プロフィール
- オーストラリア出身[1]。
- 身長 164cm、体重 62kg

## 略歴
2021年、東京五輪の7人制女子オーストラリア代表に選ばれた。
2024年、パリ五輪の7人制女子オーストラリア代表に選ばれた。